# Austin Pelton
Pour les articles homonymes, voir Pelton.
Forbes Charles Austin Pelton (19 mars 1920-19 février 2003) est un homme politique canadien de la Colombie-Britannique. Il est député provincial créditiste de la circonscription britanno-colombienne de Dewdney de 1983 à 1991.
Il est ministre de l'Environnement de février 1985 à novembre 1986 dans les gouvernements des premiers ministres Bill Bennett et Bill Vander Zalm.

## Biographie
Né à Vancouver en Colombie-Britannique, Pelton étudie à Burnaby et à l'Université Western Ontario. Il entame une carrière publique en servant comme conseiller municipal et maire de Maple Ridge. Il est également chanteur et pianiste dans un groupe dans sa trentaine.
De 1941 à 1970, il sert dans l'Aviation royale canadienne et termine avec le rang de lieutenant-colonel. 